# Brendan McCann
Brendan Michael McCann (Brooklyn, Nueva York, 5 de julio de 1935) es un exjugador de baloncesto estadounidense que jugó en 3 temporadas diferentes en la NBA, para posteriormente jugar cinco años en la Eastern Professional Basketball League. Con 1,88 metros de estatura, jugaba en la posición de base. Fue tres veces campeón de la EPBL, en 1962, 1963 y 1965.

## Trayectoria deportiva

### Universidad
Jugó durante 3 temporadas con los Bonnies de la Universidad de St. Bonaventure, en las que promedió 12,9 puntos y 5,8 rebotes por partido.

### Profesional
Fue elegido en la quinta posición del Draft de la NBA de 1957 por New York Knicks, equipo en el que apenas contó con oportunidades de juego. En su primera y única temporada completa en la NBA promedió 1,9 puntos y 1,5 asistencias por encuentro, en los escasos 32 partidos en los que fue alineado. En las dos temporadas siguientes sólo disputó 5 partidos en total, por lo que decidió fichar en 1960 por los Allentown Jets de la EPBL.
En la liga menor consiguió ganar tres títulos de campeón, además de ser el primer jugador que lideró la clasificación de canastas de tres puntos en 1965, cuando se instauró la línea de triples en la liga. Su mejor temporada en la liga fue la de 1961, cuando promedió 11,5 puntos, 9,7 asistencias y 3,4 rebotes por noche.

## Estadísticas de su carrera en la NBA

### Temporada regular
| Temp.   | Edad | Equipo          | Liga | P  | TIT | MIN | TC  | TCA | %TC  | 3P | 3PA | %3P | TL  | TLA | %TL   | R.OF. | R.DEF. | REB | ASIS | ROB | TAP | PER | FP  | PTS |
| 1957-58 | 22   | New York Knicks | NBA  | 36 |     | 8.2 | 0.6 | 2.8 | .220 |    |     |     | 0.7 | 1.0 | .676  |       |        | 1.3 | 1.5  |     |     |     | 0.9 | 1.9 |
| 1958-59 | 23   | New York Knicks | NBA  | 1  |     | 7.0 | 0.0 | 3.0 | .000 |    |     |     | 0.0 | 0.0 |       |       |        | 1.0 | 1.0  |     |     |     | 1.0 | 0.0 |
| 1959-60 | 24   | New York Knicks | NBA  | 4  |     | 7.3 | 0.3 | 2.5 | .100 |    |     |     | 0.8 | 0.8 | 1.000 |       |        | 1.0 | 2.5  |     |     |     | 0.5 | 1.3 |
| Total   |      |                 | NBA  | 41 |     | 8.1 | 0.6 | 2.8 | .204 |    |     |     | 0.7 | 1.0 | .700  |       |        | 1.2 | 1.6  |     |     |     | 0.9 | 1.8 |